# Febbre di Oroya
La febbre di Oroya è malattia infettiva tipica di alcune regioni del Sud America.

## Eziologia
Causato da batteri del genere Bartonella   Il contagio può avvenire per puntura di diverse specie di flebotomi, ma dello specifico genere Lutzomyia.
La malattia è limitata negli stati di Perù e Ecuador in una altitudine compresa tra 1000 e 3000 metri.

## Clinica
La febbre di Oroya si manifesta dopo 20 giorni circa dal contagio con febbre irregolare, anemia emolitica, ittero e epatosplenomegalia, dolori articolari.

## Diagnosi differenziale
- Dengue
- Malaria
- Tubercolosi
- Babesiosi

## Trattamento
Il trattamento è farmacologico, si somministra cloramfenicolo 50 mg/kg/die somministrato ogni 6 ore o doxiciclina 100–200 mg per 15 gg.